# Alexander Helbling
Alexander Helbling (* 1825 in Bayern; † 29. März 1876 in Völkermarkt) war ein österreichischer Braumeister, Gastwirt und Politiker.

## Leben
Helbling war römisch-katholisch und heiratete vor 1854 Maria Andreasch (* 1829; † 6. Januar 1893). Aus der Ehe ging eine Tochter hervor.
Helbling lebte als Braumeister, Gastwirt und Hausbesitzer in Völkermarkt. Er war auch von 1867 bis 1873 Bürgermeister von Völkermarkt. Vom 9. September 1869 (er wurde in einer Nachwahl vom 30. August 1869 nach Rücktritt von Josef Novak gewählt) bis zum 21. Mai 1870 war er Abgeordneter im Kärntner Landtag. Er gehörte dem Klub Konservative an und war Mitglied des Verifikationsausschusses.